# Stichkanal Salzgitter
Het Stichkanal Salzgitter (SKS) werd in 1941 ten behoeve van de staalindustrie in Salzgitter als zijkanaal van het reeds bestaande Mittellandkanal gegraven. De lengte van het kanaal bedraagt 18 km in noord-zuid-richting. Bij km 213,5 van het Mittellandkanal, nabij het plaatsje Wendeburg, vormt het een afbuiging van dit kanaal naar het zuiden toe en ligt het ongeveer 10 km ten westen van Braunschweig.